# Warstwa kolczysta naskórka

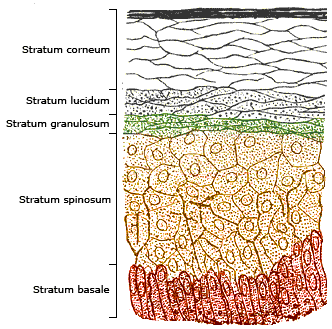
Rysunek przedstawiający przekrój przez warstwy naskórka

Warstwa kolczysta naskórka (łac. stratum spinosum) – warstwa naskórka, położona pomiędzy warstwą ziarnistą i podstawną. W niej zaczyna się proces keratynizacji. Komórki tej warstwy produkują mieszaninę lipidów, która chroni przed nadmiernym parowaniem z powierzchni skóry.